# Índice Merck

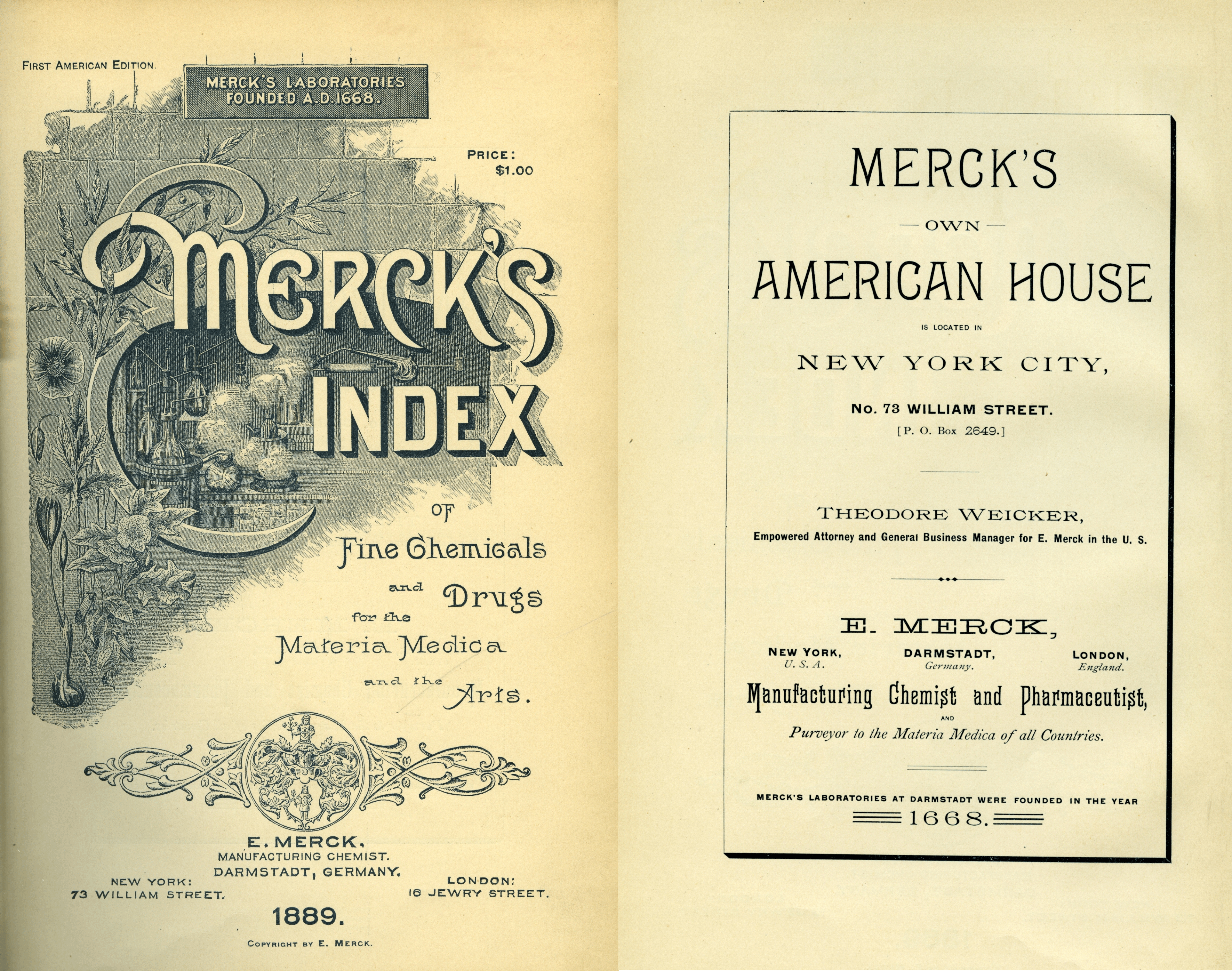
primera edición

El Índice Merck es una enciclopedia de sustancias químicas, fármacos y biomoléculas con más de 10 000 monografías de sustancias o grupos de compuestos relacionados. También incluye un apéndice con nombres de reacciones de química orgánica. Es publicada por la compañía farmacéutica norteamericana Merck & Co. y está disponible por suscripción en una forma electrónica con motor de búsqueda incluido, comúnmente usado por bibliotecas e instituciones de investigación mediante acceso a su dirección en internet.
La edición actual es la 14.ª, publicada en octubre de 2006.
Las monografías del Índice Merck usualmente contienen:
- el número CAS
- sinónimos de la sustancia tales como otros nombres comunes y nombre sistemático según las sugerencias de la IUPAC
- fórmula química
- peso molecular
- composición centesimal
- fórmula estructural
- descripción de la apariencia de la sustancia
- punto de fusión y ebullición
- solubilidad en solventes normalmente usados en laboratorios
- referencias a la literatura con respecto a la síntesis química
- una categoría terapéutica, en caso de tratarse de un fármaco[1]

## Ediciones anteriores
- 1.ª (1889)
- 2.ª (1896)
- 3.ª (1907)
- 4.ª (1930)
- 5.ª (1940)
- 6.ª (1952)
- 7.ª (1960)
- 8.ª (1968)
- 9.ª (1976)
- 10.ª (1983), ISBN 0-911910-27-1
- 11.ª (1989), ISBN 0-911910-28-X
- 12.ª (1996), ISBN 0-911910-12-3
- 13.ª (2001), ISBN 0-911910-13-1
- 14.ª (2006), ISBN 978-0-911910-00-1